# Musculus bulbospongiosus
De musculus bulbospongiosus is een spier in het perineum. Bij mannen en vrouwen heeft de spier verschillende aanhechting. Bij mannen bedekt de spier de bulbus penis, terwijl bij vrouwen de bulbus vestibularis bedekt wordt.
Tijdens de ejaculatie trekt de musculus bulbospongiosus ritmisch samen en ondersteunt daarmee het naar buiten persen van het ejaculaat.